# Maurice Roche, 4.º Barão Fermoy
Edmund Maurice Burke Roche, 4.º Barão Fermoy (15 de maio de 1885 — 8 de julho de 1955) foi um nobre britânico, político do conservador e avô materno da Diana, Princesa de Gales.

## Biografia
Roche nasceu em Chelsea, Londres. Era o mais velho dos filhos gêmeos de Hon. James Boothby Burke Roche (que se tornaria mais tarde o 3.º Barão Fermoy) e de sua esposa, a herdeira norte-americana Frances Work.
Foi educado na Universidade de Harvard, mas retornou à Inglaterra em 1920 para suceder ao título de seu pai. Alugou da Família Real Britânica Park House, em Sandringham, Norfolk. Em 1924, Edmund contestou e ganhou o distrito eleitoral de King's Lynn, permanecendo no cargo até 1935 (ele também foi eleito prefeito da cidade em 1931).
Em 17 de setembro de 1931, Lorde Fermoy casou-se com Ruth Sylvia Gill, a filha mais jovem do coronel William Smith Gill, em St. Devenick’s, Bieldside, Aberdeenshire. Tiveram três filhos juntos:
1. Hon. Mary Cynthia Burke Roche (1934), que se casou com Sir Anthony Berry (divórcio em 1966); com Denis Geoghegan (divórcio em 1980) e com Michael Gunningham (divórcio em 1989).
2. Hon. Frances Ruth Burke-Roche (1936), que se casou com John Spencer, 8.º Conde Spencer (divórcio em 1969) e com Peter Shand Kydd (divórcio em 1990).
3. Hon. Edmund James Burke-Roche (1939), depois 5.º Barão Fermoy.

Lord Fermoy juntou-se a Royal Air Force em 1939, no começo da Segunda Guerra Mundial; porém, o incumbente membro do parlamento por King's Lynn foi morto em ação em 1943, e Roche desistiu de sua comissão para exigir uma nova eleição. Retirou-se em 1945.
Lord Fermoy correspondeu-se por anos com sua amante americana Edith Travis, a quem teria escrito centenas cartas de amor. Em 2005, foi publicado The Lilac Days, um livro, de Maxine Riddington, sobre o romance secreto entre os dois.
Edmund Burke-Roche passou mal numa loja em King's Lynn, em junho de 1955, morrendo três semanas depois. Seu único filho sucedeu-o ao título de Barão Fermoy.